# Apamea kumaso
Apamea kumaso là một loài bướm đêm trong họ Noctuidae.